# Pavillon des arts Cvijeta Zuzorić
Le pavillon des arts Cvijeta Zuzorić (en serbe cyrillique : Уметнички павиљон Цвијета Зузорић ; en serbe latin : Umetnički paviljon Cvijeta Zuzorić) est situé à Belgrade, la capitale de la Serbie, dans la municipalité urbaine de Stari grad. En raison de son importance architecturale et historique, cet édifice, construit en 1928, figure sur la liste des monuments culturels protégés de la république de Serbie et sur la liste des biens culturels de la ville de Belgrade.

## Présentation

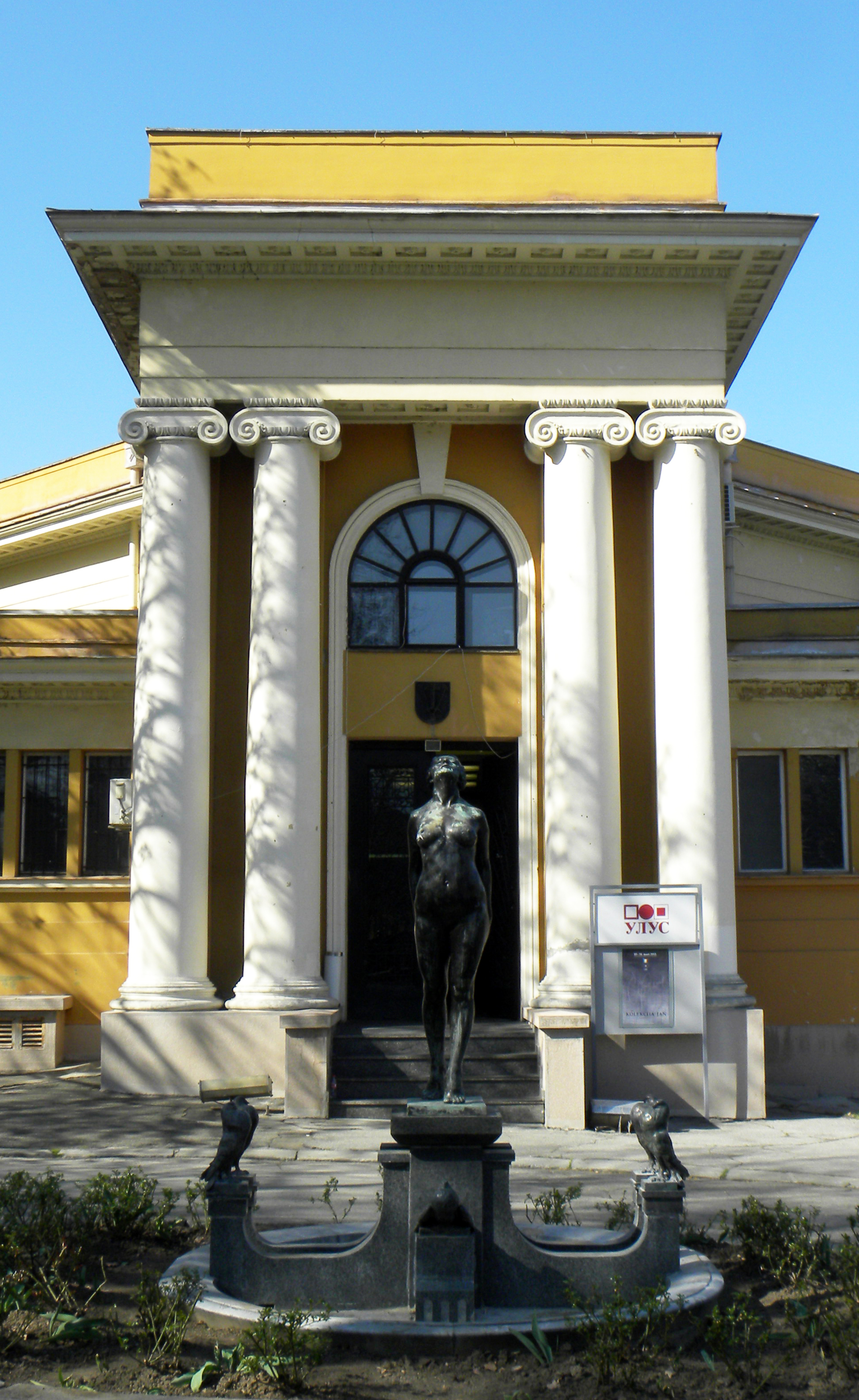
Détail du porche d'entrée

Le pavillon des arts Cvijeta Zuzorić, situé 1 Mali Kalemegdan, a été construit en 1928 par l'Association belgradoise des amis de l'art, d'après un projet de l'architecte Branislav Kojić. Il a été conçu pour mêler plusieurs fonctions, dont celles de salle d'exposition pour les peintres et de salle de concert.
Le plan symétrique du bâtiment, la façade principale ornée de colonnes ioniques stylisées et le grand escalier d'accès témoignent d'un style académique. Le dynamisme des masses et le jeu des volumes traduisent une influence du mouvement moderne, caractéristique des œuvres ultérieures de l'architecte. À l'intérieur se trouvent une fresque représentant des allégories des différents arts due à Živorad Nastasijević et un vitrail créé par Vasa Pomorišac.
Parmi les premiers événements qui se sont tenus dans le Pavillon figurent le Salon d'architecture et deux grandes expositions, en 1931 et 1933. Jusqu'à la Seconde Guerre mondiale, il fut la seule salle d'exposition de Belgrade et le lieu de toutes les expositions d'art locales et internationales.